# Noordschil

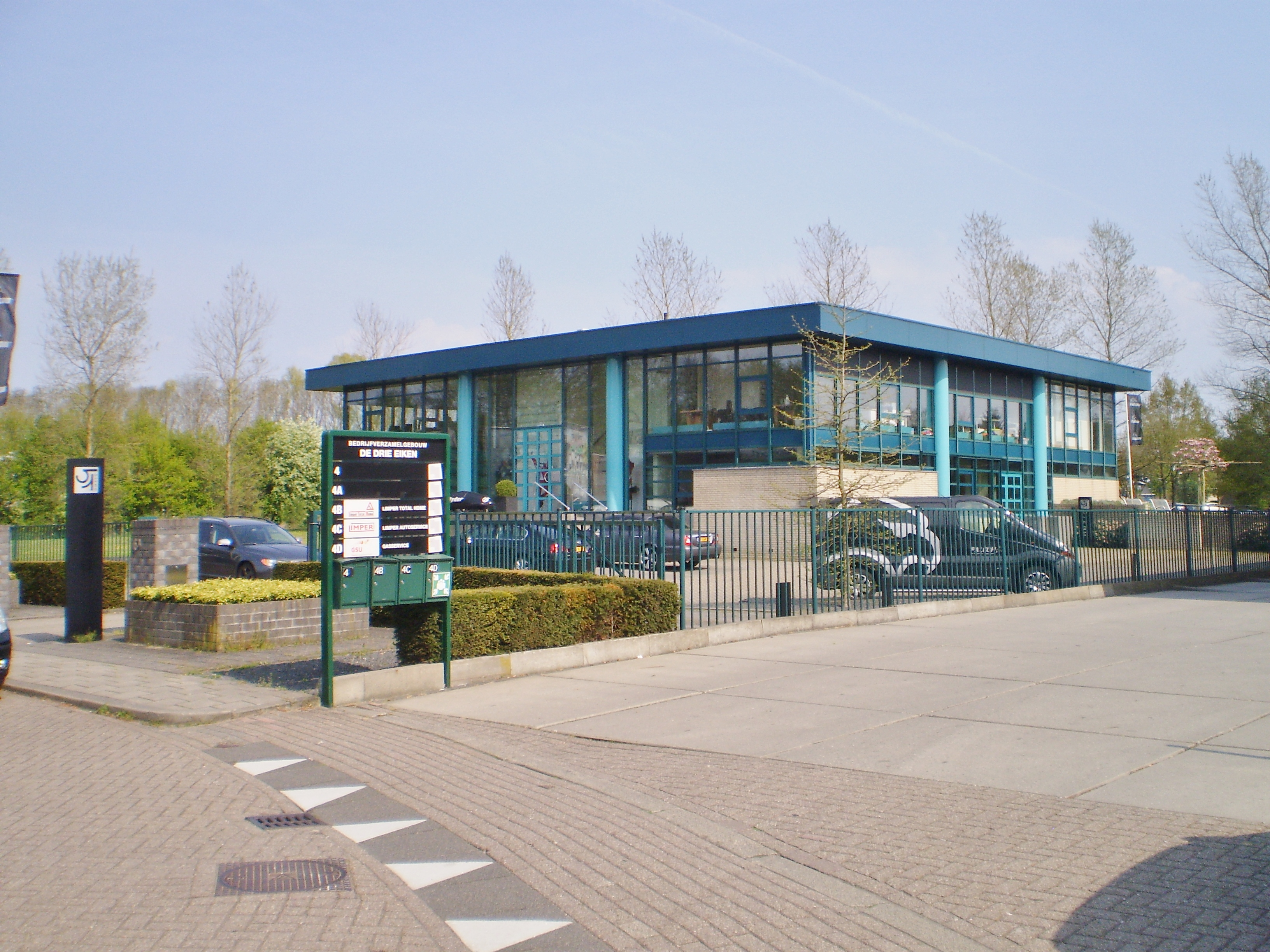
De Drie Eiken

Noordschil is een wijk aan de noordzijde van Baarn tussen rijksweg A1 en de Drakenburgerweg/Geerenweg. Aan de westzijde ligt het bedrijventerrein Noordschil en aan de oostzijde ligt het bedrijventerrein De Drie Eiken. De beide terreinen zijn vooral
bedoeld voor de plaatselijke behoefte en om bedrijven naartoe te verplaatsen, die niet binnen het dorp gehandhaafd kunnen worden. Het gebied ertussen heeft een agrarische functie en bevat diverse dorpsrandfuncties zoals sportcomplexen, volkstuinen, een ijsbaan een fietscross-terrein en een voormalige vuilstort (Parkheuvel) en een vijver. De rest van het gebied is bedoeld voor agrarisch gebruik (grasland en een kwekerij).

## Bedrijventerrein Noordschil
Bedrijventerrein Noordschil is in de jaren zestig en zeventig aangelegd en in de jaren negentig in oostelijke richting uitgebreid.
De Hermesweg is de centrale ontsluitingsweg van het gebied. Via de Oude Amsterdamsestraatweg is deze weg verbonden met de rotonde in de Amsterdamsestraatweg en de afslag van rijksweg A1. Op het bedrijventerrein Noordschil staan onder andere de tv-studio's van Studio Baarn en woonwarenhuis Nijhof.

## Baarnsche Zoom
De Baarnsche Zoom is een nieuw te bouwen wijk van circa 523 woningen op de strook langs de A1 en tussen de bedrijventerreinen Noordschil en De Drie Eiken.

## Bedrijventerrein De Drie Eiken
Bedrijventerrein De Drie Eiken heeft gevarieerde bedrijven, de Baarnsche Dijk en de Tolweg zijn de centrale ontsluitingswegen, die
aansluiten op de Bisschopsweg en de De Geerenweg. Bedrijventerrein De Drie Eiken is toegankelijk via de Eemweg en de Drakenburgerweg.
De Drie Eiken heeft een gemengd karakter, met gevarieerde bedrijven in het centrale deel en representatieve kantoren aan de buitenrand.
Aan de westzijde begint de groene zone met sportpark ‘Ter Eem’.

## Archeologische vondsten
Bij opgravingen op industrieterrein De Drie Eiken werden bewoningssporen gevonden uit het Mesolithicum, het Neolithicum en de 12e eeuw. De oudste vuursteenbijl uit Baarn is in 1987 gevonden op de rand van De Drie Eiken, langs de Eemweg. Bij de uitbreiding van industrieterrein Noordschil werden een aantal afvalkuilen uit de 19e eeuw aangetroffen.
Amaliapark ·
Centrum ·
Componistenwijk ·
Eemdal ·
Noordschil ·
Oosterhei ·
Pekingtuin ·
Prins Hendrikpark ·
Professorenwijk ·
Rode Dorp ·
Schilderswijk ·
Schoonoordpark ·
Staatsliedenwijk ·
Transvaalwijk ·
Tuindorp ·
Wilhelminapark ·
Zandvoort ·
Zeeheldenwijk